# Мало-Московская улица (Казань)
Мало-Московская улица (тат. Кече Мәскәү урамы) — улица в историческом районе Адмиралтейская слобода Кировского района Казани.

## География
Пересекается со следующими улицами:
- Кызыл Армейская улица
- Урицкого улица[вд]
- улица Адмиралтейская

## История
Возникла не позднее 2-й половины XIX века.
До революции 1917 года состояла из двух частей: часть улицы от старого русла Казанки до нынешней улицы Урицкого носила название Поперечно-Адмиралтейская улица; оставшаяся часть называлась Малой Кузнецкой улицей; обе улицы относилась к 6-й полицейской части.
2 ноября 1927 года они были объединены в Мало-Московскую улицу.
В 1930-х годах в квартале, формируемом улицами Адмиралтейской, Мало-Московской и Урицкого, был построен первый в Казани жилой комплекс, который формировался по принципам соцгорода.
На 1939 год на улице имелось около 30 домовладений: № 1-7, 13-17/11 и 31-37 по нечётной стороне и № 2/40-36 по чётной.
В первые годы советской власти административно относилась к 6-й части города; после введения в городе административных районов относилась к Заречному (с 1931 года Пролетарскому, с 1935 года Кировскому) району.

## Примечательные объекты
- № 12 — здание бывшей женской гимназии.[18]
- № 16 (не сохранилось) — в этом здании во время немецко-советской войны располагался эвакуационный госпиталь № 3657.[19]
- № 19 — пожарное депо завода обозных деталей.[20]
- № 30/13 — бывшее общежитие завода обозных деталей № 169.
- № 21/15 — жилой дом завода № 387.[21]
- № 36 (снесён) — жилой дом льнокомбината[тат.].[22]